# Braquis
Braquis é uma comuna francesa na região administrativa de Grande Leste, no departamento de Meuse. Estende-se por uma área de 4,95 km². Em 2010 a comuna tinha 115 habitantes (densidade: 23,2 hab./km²).